# برنارد جاي دان
برنارد جاي دان (بالإنجليزية: Bernard J. Dunn)‏ هو رائد أعمال وعالم أمريكي، ولد في 26 مايو 1924، وتوفي في 14 مارس 2009 في فيرفاكس في الولايات المتحدة.